# 교황 첼레스티노 1세
교황 첼레스티노 1세(라틴어: Caelestinus PP. I, 이탈리아어: Papa Celestino I)는 제43대 교황(재위: 422년 9월 10일 - 432년 7월 27일)이다. 《교황 연대표》에 의하면, 첼레스티노 1세는 11월 3일에 즉위했다고 하지만, 다른 문헌에서는 모두 9월 10일에 즉위했다고 기록되어 있다.
첼레스티노 1세는 캄파냐 태생의 로마인이다. 프리스쿠스의 아들이라는 점 외에 그의 유년 시절에 대한 정보는 전혀 알려져 있지 않다. 또한 성 암브로시오와 함께 밀라노에 거주한 적이 있다고 전해진다. 문헌상으로 그의 이름이 처음 등장한 것은 416년 작성된 교황 인노첸시오 1세 때의 문서인데, 여기에는 그가 부제였다고 기록되어 있다.
기독교 전례의 여러 요소가 첼레스티노 1세에 의해 고안되었다고 전해지지만, 확실하지는 않다. 428년 첼레스티노 1세는 네스토리우스를 콘스탄티노폴리스 주교좌에 착좌하는 것을 승인하였다. 하지만 네스토리우스가 펠라기우스주의에 빠진 에클라눔의 율리아누스와 가깝다는 사실을 뒤늦게 알고는 종래의 입장을 철회하였다. 율리아누스는 강론과 서신 등을 통해 기독교에서 전통적으로 믿어오던 테오토코스(하느님의 어머니) 교의에 반대하고 나섰다. 이 문제로 콘스탄티노폴리스에서 논쟁이 벌어졌다는 소식을 접한 첼레스티노 1세는 알렉산드리아의 치릴로 주교에게 네스토리우스에 대한 조사할 것을 지시하였다. 치릴로의 조사를 근거로 하여 430년 8월 소집된 로마 시노드에서 첼레스티노 1세는 네스토리우스를 장엄하게 단죄하였다. 네스토리우스는 10일 이내에 자신의 오류를 인정하여 철회할 것을 지시하였으며, 형 집행의 참관은 치릴로에게 위임하였다.
전통적으로 콘스탄티노폴리스 교구와 알렉산드리아 교구는 경쟁 관계에 있었기 때문에 치릴로는 기꺼이 그 일을 맡기로 하고 그 해 11월 이집트 시노드에 네스토리우스의 오류 열두 목록을 제출하였다. 이 일은 첼레스티노 1세의 승인을 받지 않은 키릴루스의 호의적인 태도에서 나온 것이었는데 결과는 더 나쁘게 되고 말았다. 알렉산드리아 학파가 사용하던 용어는 안티오키아 학파의 지지를 받지 못하였던 것이다.
치릴로의 소집이 끝나기 전에 테오도시우스 2세 황제의 요청에 따라 431년 에페소 공의회가 소집되었다. 첼레스티노 1세는 에페소 공의회에 아르카디우스와 프로옉투스 주교, 필리포 신부 등을 사절로 파견하였다. 치릴로가 431년 6월 22일 공의회 개회를 선포하고 이집트의 주교들, 에페소의 주교, 예루살렘의 주교의 지지를 받아 네스토리우스주의를 단죄하고 성모 마리아는 하느님의 어머니라고 선포하였다. 첼레스티노 1세의 사절들이 7월 10일에 도착하여 치릴로에 의해 결정된 바를 승인하고 네스토리우스의 해임을 확인하였다. 첼레스티노 1세는 막시미아누스를 네스토리우스 대신 콘스탄티노폴리스 주교로 착좌하는 것을 승인하였다. 당시(431년 3월 15일) 공의회에서 낭독된 그의 서신은 총 네 편인데, 하나는 아프리카 주교들에게, 또 하나는 테살로니카 주교들에게, 또 하나는 일리리아의 주교들에게, 마지막 하나는 나르본 주교들에게 보낸 것이다. 라틴어 원본들은 소실되었으며, 그리스어로 번역한 것이 현재 남아 있다.
첼레스티노 1세는 펠라기우스주의를 적극 비판하였으며, 정통 기독교 신앙을 수호하는데 매진하였다. 431년 그는 팔라디오를 주교로 서임하고 아일랜드로 파견하였다. 전임인 파트리치오 주교는 수도 생활을 하였다. 또한, 첼레스티노 1세는 로마에 있는 노바시아노주의자들을 강력하게 반대하였다. 소크라테스 스콜라스티쿠스의 증언에 따르면, 첼레스티노 1세는 로마에 있는 노바시아노주의자들의 성당들을 모조리 몰수하였다고 한다. 그리하여 노바시아노주의자들은 비밀리에 민가에서 집회를 가졌다고 한다.
첼레스티노 1세는 432년 7월 26일에 선종하였다. 그의 시신은 살라리아 가도에 있는 성 프리실라 성당의 묘지에 안장되었다가, 산타 프라세데 성당으로 이장되어 오늘날까지 이르고 있다. 사후 성인으로 시성되었으며, 축일은 4월 6일이다.

## 같이 보기
- 교황 목록